# Zingel balcanicus
Zingel balcanicus (vretenar), vrsta slatkovodne bentopelagijske ribe porodice Percidae, red Perciformes ili grgečke. Živi po rijekama Makedonije i Grčke, Vardar i Treska; u Grčkoj je ima možda nizvodnije od grada Axioupoli. Maksimalno naraste do 15,5 centimetara. Sakriva se po kamenitom šljunkovitom dnu i malo se kreće.
U Makedoniji je prema svome obliku tijela poznata kao vretenar, a kod Grka kao Ποταμολούτσος (Potamoloutsos); ostali lokalni nazivi su fratar (фратар) i olč (опч). Prvi ju je klasificirao Karaman, 1937.